# Colibrí àngel de Mérida
El colibrí àngel de Mérida (Heliangelus spencei) és una espècie d'ocell de la família dels troquílids (Trochilidae) que habita boscos i matolls de les muntanyes de Mérica, al nord-oest de Veneçuela.

Ha estat considerat coespecífic d'Heliangelus amethysticollis i Heliangelus clarisse.